# John Frederick Lewis

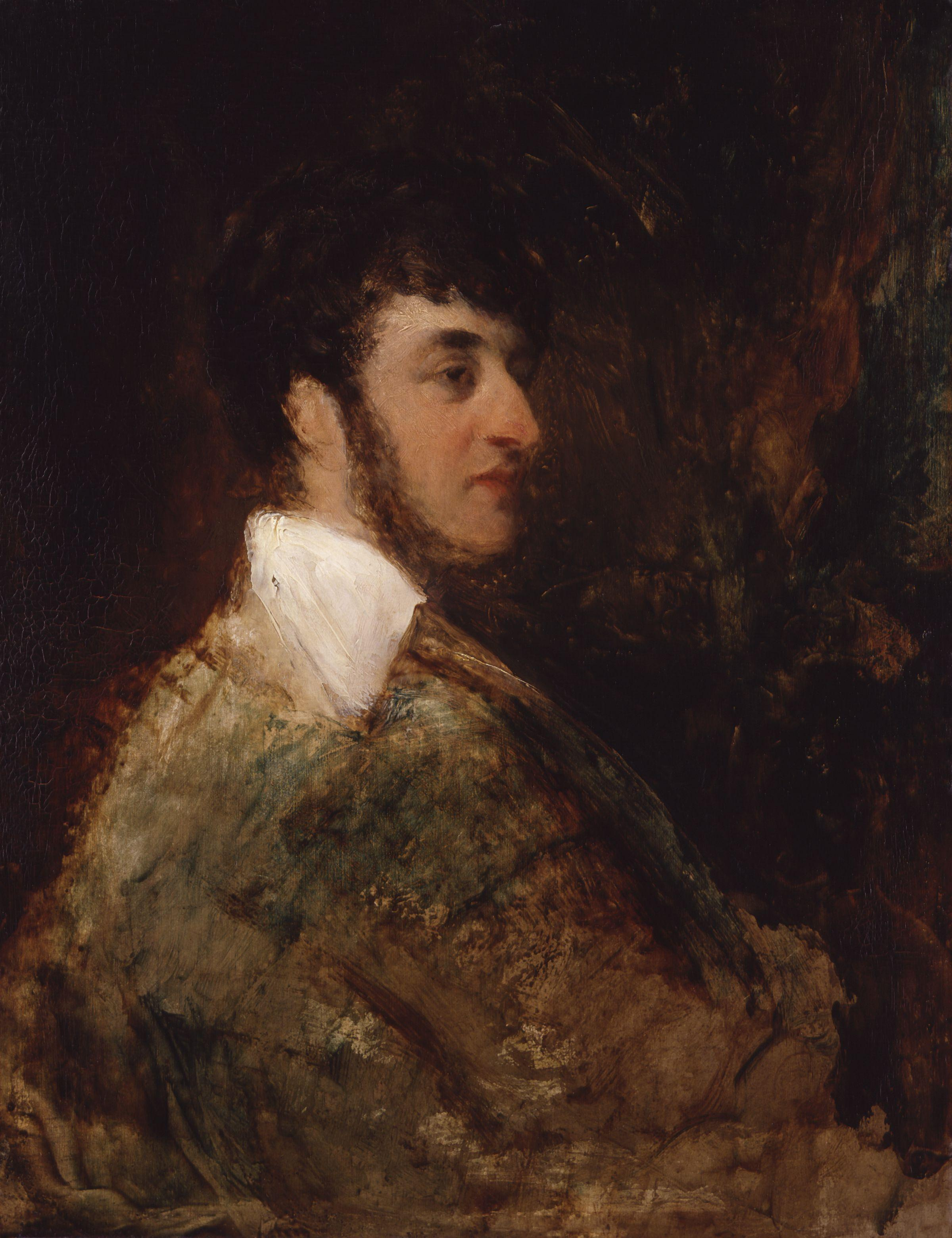
John Frederic Lewis, William Boxall, 1832

John Frederick Lewis (Londra, 14 giugno 1805 – Walton-on-Thames, 15 agosto 1876) è stato un pittore inglese del periodo romantico, conosciuto per i suoi acquerelli orientaleggianti e le sue scene esotiche e dal sapore mediterraneo.

## Biografia
Vissuto in Spagna tra il 1832 e il 1834, si trasferì al Cairo nel 1841 rimanendoci fino al 1850 e producendovi alcuni tra i suoi dipinti più noti, tra cui The Harem of a Mameluke Bey, Cairo: The Introduction of an Abyssinian Slave, meglio noto come The Hhareem. Tornato in Inghilterra nel 1851, continuò a lungo a lavorare sugli schizzi presi durante la sua permanenza egiziana.
Lewis fu membro della Royal Academy, dal 1859.

### Opere
- Head of a Spanish Girl Wearing a Mantilla (1838)
- Murillo Painting the Virgin in the Franciscan Convent at Seville (1838)
- Two Southern Italian Peasants Playing the Bagpipes (1839)
- The Courtyard of the House of the Coptic Patriarch, Cairo (1864)
- The Door of a Cafe in Cairo (1865)
- Lilium Auratum (1871)
- The Reception (1873)
- Study of a cow lying down